# União das Igrejas Evangélicas Congregacionais Portuguesas
União das Igrejas Evangélicas Congregacionais Portuguesas (UIECP) é um órgão criado para representar e associar entre si as igrejas evangélicas congregacionais portuguesas, promovendo cooperação mútua em diversas áreas como o evangelismo, missões, educação religiosa, atividades ministeriais, entre outras funções.

## História
A partir das missões de Robert Kalley no Século XVIII, no Brasil, surgiu a União das Igrejas Evangélicas Congregacionais do Brasil. Simultaneamente, a obra missionária de Kalley em Portugal originaram a Igreja Evangélica Presbiteriana de Portugal.
No Século XIX, missionários congregacionais brasileiros estabeleceram igrejas em Portugal e em 1926 a União das Igrejas Evangélicas Congregacionais Portuguesas foi organizada (UIECP).
Em 1947, a maior parte dos congregacionais portugueses decidiram se unir à Igreja Evangélica Presbiteriana de Portugal. Todavia, uma minoria decidiu não aderir à fusão e deu continuidade à UIECP.
Em 2004, tinha 23 congregações, oito bolsas de estudo e 300 membros.

## Relações inter-eclesiásticas
A UIECP é associada à Fraternidade Mundial Evangélica Congregacional. 